# Society for Analytical Chemistry
Die Society for Analytical Chemistry wurde 1874 in London als Vereinigung für in Analytischer Chemie praktizierende Chemiker (Society for Public Analysts) gegründet. Sie diente dazu im Rahmen der raschen Expansion der chemischen Industrie die Qualifikation der chemischen Untersuchungen sicherzustellen, nachdem das Parlament zuvor ein entsprechendes Gesetz erlassen hatte. 1980 ging sie mit anderen chemischen Gesellschaften in Großbritannien in der Royal Society of Chemistry auf.
Sie gab die Zeitschriften The Analyst (ab 1876), ab den 1950er Jahren Analytical Abstracts (beide fortgeführt von der Royal Society of Chemistry) und 1964 bis 1974 die Proceedings of the Society for Analytical Chemistry heraus. Ab 1966 verlieh sie auch eine Goldmedaille.